# Wendy Hale
Wendy Hale (* 3. listopadu, 1987) je vzpěračka ze Šalomounových ostrovů.
Vyhrála bronz na Commonwealth Youth Games v roce 2004, dvě stříbrné medaile na Mini South Pacific Games v roce 2005, čtyři zlaté medaile na Arafura Games v roce 2007.
Hale reprezentovala Šalomounovy ostrovy na LOH 2008 v Pekingu. Během zahajovacího ceremoniálu byla vlajkonoškou svého státu. Umístila se na dvanáctém místě v kategorii do 58 kg, kdy uzvedla 173 kg.